# 董哲西
董哲西（義大利語：Cesidio da Fossa，1873年8月30日—1900年7月4日），原名安吉洛·賈科曼托尼奧（義大利語：Angelo Giacomantonio），罗马天主教致命圣人、传教士。

## 生平
1873年8月30日，董哲西出生于意大利南部阿布鲁佐地区的福萨镇，洗名安琪儿。他的父母是若望和玛丽亚。他幼年时常到奥克肋的方济各会修道院，在圣人的圣髑前唸经。1891年11月21日他加入方济各会，以阿布鲁索地区年轻的致命小圣人哲西（Cesidio）为名。他晋升神父后一年，于1898年前往罗马安多尼大学接受训练，以便派往传教区。1899年10月前往中国传教，在圣诞节到达湖南省衡州黄沙湾的主教府，拜见范怀德主教，并学习中文。几个月后被分派担任本堂神父。
董哲西神父到任不足一月，该地区开始了对基督徒的迫害。董哲西神父于1900年7月3日冒险前往黄沙湾主教府述职。当天，衡州教案爆发。7月4日，暴徒袭击黄沙湾主教府，由于担心圣体遭亵渎，董哲西神父跑进教堂领完圣体。暴徒用棍棒打他，长矛刺他，并把他裹在浸泡汽油的毯子里放火烧死。去世时不足27岁。

## 宣福与封圣
1946年11月24日，教宗庇护十二世将他和范怀德主教、安守仁神父，以及山西省的艾士杰主教等共29名殉道者同时宣为真福。
2000年10月1日，若望保禄二世将董哲西等120人册封为中华殉道圣人。纪念日是7月8日。